# Enečtina

Enci na mapě uralských národů

Enečtina (Onaj bazaan) je samojedský jazyk užívaný etnickou skupinou lidí žijící ve středním Rusku v Krasnojarském kraji a v okolí řeky Jenisej. Tito lidé si říkají Enci. Význam názvu etnika "Enci" pochází ze slova onaj – opravdový. Tudíž Enci jsou "lidské bytosti". Pod tímto etnonymem byli zmíněni ruským badatelem G. Prokofjevem v roce 1937. Dříve byli Enci označováni za Jenisejské Samojedy. Enečtina se dělí na 2 dialekty: severní – tundrový (somatu) a jižní – lesní (bej). Tyto dialekty se mohou považovat za dva samostatné jazyky, ale jsou si navzájem podobné. Známá je také karatsinská enečtina, kterou používá pár kmenů. Většina Enců je bilingvní nebo trilingvní. Enečtina je jazyk na pokraji vymření. V současné době se počty mluvčích odhadují na 40-70.

## Písmo
Ortografii vytvořil v roce 1986 Rus N. Těreščenko. Jedná se o cyrilici, obohacenou o tři znaky ԑ, ӈ and ҫ. V enečtině vyšly tři knihy, včetně enecko-ruského slovníku. Ovšem není známa míra užití mezi obyvateli.
| А а | Б б | В в | Г г | Д д | Е е | Ё ё | Ԑ ԑ |
| Ж ж | З з | И и | Й й | К к | Л л | М м | Н н |
| Ӈ ӈ | О о | П п | Р р | С с | Ҫ ҫ | Т т | У у |
| Ф ф | Х х | Ц ц | Ч ч | Ш ш | Щ щ | ъ   | Ы ы |
| ь   | Э э | Ю ю | Я я |     |     |     |     |

## Mluvnice
Skloňování: Enečtina využívá systému sedmi pádů, tří osob, tří čísel a tří deklinačních typů.
Pády: nominativ, genitiv, akuzativ, dativ, lokativ, ablativ, prolativ
Číslo: singulár, duál a plurál
Deklinační typy: 1.lata 2.ennetje' 3.oddi" (závisí na zakončení slova)
Přehled:
Singulár
|           | 1. deklinace | 2. deklinace | 3. deklinace |
| --------- | ------------ | ------------ | ------------ |
| nominativ | lata'        | ennetje'     | oddi         |
| genitiv   | lata'        | ennetjeo'    | oddiro'      |
| akuzativ  | lata'        | ennetjeo'    | oddiro'      |
| dativ     | lataddo'     | ennetjeddo'  | oddito'      |
| lokativ   | latahane     | ennetjegone  | oddikone     |
| ablativ   | lataharo     | ennetjegore  | oddikoro     |
| prolativ  | lata(")ane   | ennetjemone  | oddimone     |

Duál
|           | 1. deklinace | 2. deklinace | 3. deklinace | postpozice |
| --------- | ------------ | ------------ | ------------ | ---------- |
| nominativ | lataha'      | ennetjego'   | oddiko'      |            |
| genitiv   | latahi'      | ennetjeggi'  | oddiki'      |            |
| akuzativ  | latahi'      | ennetjeggi'  | oddiki'      |            |
| dativ     |              |              |              | nee        |
| lokativ   |              |              |              | nene       |
| ablativ   |              |              |              | nero       |
| prolativ  | latahi'      | ennetjeggi'  | oddiki'      | neone      |

Plurál
|           | 1. deklinace | 2. deklinace  | 3. deklinace |
| --------- | ------------ | ------------- | ------------ |
| nominativ | lata"        | ennetjeo"     | oddiro"      |
| genitiv   | lata"        | ennetju(")u"  | oddiru"      |
| akuzativ  | latu"        | ennetjeo"     | oddiro"      |
| dativ     | latahiro'    | ennetjegiro'  | oddikiro'    |
| lokativ   | latahine     | ennetejeggine | oddikine     |
| ablativ   | latahito     | ennetjeggito  | oddikito     |
| prolativ  | latu"one     | ennetju"u"one | Toddiru"on   |

(použitá slova: lata – prkno/deska, ennetje' – muž, oddi – list)
Přehled všech sufixů

## Ukázka jazyka
"d'ohodè ńeδu arumumbi", tuδuku nol'kut' péubi", tuδuku ot' péubi""
Telata sobů byla velká, dívala se na houby, začala jíst houby

## Kultura jazyka
V enečtině vyšly tři knihy: Rusko-enecký slovník, Evangelium podle Lukáše a "Malá sbírka folklóru". V oblasti Tajmyru občas vycházejí enecky psané noviny a funguje rádiové vysílání v enečtině.
Enecko-anglický slovník